# Eduardo Hamester
Eduardo Henrique Hamester (Itapiranga, 20 de janeiro de 1967), mais conhecido como Chico, é um ex-futebolista brasileiro que atuava como goleiro.
O apelido foi criado pelo técnico do juvenil do Grêmio, Jaime Schmidt, que nunca lembrava seu nome.

## Carreira

### Atleta
Cria das divisões de base do Grêmio, foi campeão mundial sub-20 em 1985 com a Seleção Brasileira, onde foi reserva de Taffarel.
Em 25 de abril de 1986 fez sua estreia no time principal gremista substituindo Beto, tio de Danrlei, em amistoso contra o Santos de Taquara vencido por 6 a 0 pelo tricolor. A primeira partida como titular foi somente em 1987, o empate por 0 a 0 contra o Brasil de Pelotas no Olímpico.
Pelo Tricolor Gaúcho, atuou em 12 jogos e sagrou-se tricampeão gaúcho entre 85 e 87.
Uma semana antes do Campeonato Carioca de 1990, foi emprestado ao America. Ainda em 1990, chegou ao Bahia por empréstimo, onde tornou-se o goleiro titular e alcançou a semifinal do Brasileirão até ser eliminado pelo Corinthians.
Em 1994, foi o goleiro do Ceará no segundo jogo da final da Copa do Brasil em que o Grêmio venceu por 1 a 0 no Estádio Olímpico Monumental e não impediu o bicampeonato gremista.
Defendeu ainda as cores do Chapecoense, até encerrar a carreira em 2000, quando estava no Esportivo-RS.

### Fora dos campos
A partir de 2015, trabalhou nas categorias de base do Grêmio como preparador de goleiros do time sub-14. Em maio de 2023, foi desligado do clube.

## Títulos
Seleção Brasileira
- Copa do Mundo Sub-20: 1985

Grêmio
- Campeonato Gaúcho: 1985, 1986, 1987

## Campanhas de Destaque
Ceará
- Vice-campeão Copa do Brasil de Futebol de 1994[5]

## Escândalo de Berna
Em julho de 1987, durante uma excursão à Suíça realizada pelo Grêmio, Chico e outros jogadores da equipe como Cuca, Henrique Arlindo Etges e Fernando Luís Castoldi, foram acusados do estupro coletivo da menor Sandra Pfäffli, de 13 anos, no apartamento 204 do Hotel Metrópole, em Berna. Por conta disso, esse caso ficou conhecido como "Escândalo de Berna".

Após sair do hotel, a jovem foi à delegacia prestar queixas contra os jogadores. Conforme publicado pelo jornal Blick, de Zurique, a menina deu o seguinte relato aos policiais:
| “ | Primeiro os quatro jogadores brasileiros expulsaram do apartamento os dois amigos que me acompanhavam e então os quatro avançaram sobre mim. Três me seguraram, enquanto o outro me violentava. Então veio um segundo brasileiro e me violentou também. Eu tenho medo de ficar grávida, eu não tomo anticoncepcionais. | ” |

Algumas horas depois de receber a queixa da jovem, a polícia foi até o hotel onde a delegação do Grêmio estava hospedada e levou os quatro jogadores para depor. Conforme a versão dos jogadores, ela parecia ter mais de 18 anos e entrara no quarto deles tirando a blusa para que lhe dessem uma camisa do Grêmio. Assim, na visão deles, o que aconteceu foi consensual e provocado por ela. Uma reportagem de 1989 do tradicional jornal suíço Der Bund, publicou que a perícia encontrou vestígios de esperma de Eduardo e Cuca no corpo da garota, fato confirmado anos mais tarde pelo advogado de defesa da menina.
Os quatro jogadores foram enquadrados no artigo 187 do Código Penal da Suíça, já que a Lei Suíça considerava crime manter relações sexuais com menores de 16 anos. Inicialmente, Cuca e Fernando não foram reconhecidos pela menina e, por conta disso, poderiam ser libertados após pagamento de fiança, caso o juiz chegasse a estabelecer um valor.

À época, o advogado Luis Carlos Silveira Martins, contratado pelo Grêmio para cuidar do caso, deu a seguinte declaração ao jornal Zero Hora, publicada no dia 31 de agosto de 1987:
| “ | Um dos jogadores manteve relação sexual completa, outro apenas sexo oral, enquanto um terceiro fez carícias e o quarto foi um "voyeur" conivente: apenas olhou. | ” |

Após os quatro ficarem detidos por menos de trinta dias, foram liberados e voltaram ao Brasil, sendo bem recebidos por parte da imprensa e torcida gaúcha, inclusive colorados (que atacaram a vítima com ofensas e críticas, principalmente Paulo Sant'Ana, Wianey Carlet e Lauro Quadros). No dia 15 de agosto de 1989, os atletas foram condenados a 15 meses de prisão em regime aberto e a uma multa de 8 mil dólares cada, mas nunca cumpriram a pena, pois não retornaram para a Suíça e após 15 anos sem o cumprimento da sentença, expirou-se a condenação.

Em novembro de 2023, a justiça da Suíça reabriu o caso, a pedido da defesa de Cuca, alegando que ele não teve a oportunidade de se defender. A defesa do ex-jogador e atual treinador pediu a realização de um novo julgamento, mas em resposta a justiça suíça informou que o caso já avia sido prescrevido. A vítima, que em 1987 tinha 13 anos, morreu em 2002, aos 28 anos. Consultado, um filho dela não quis participar do processo. O Tribunal Regional de Berna-Mittelland decidiu pela anulação do caso, pelo fato de Cuca não ter respondido ao processo. A decisão não entrou no mérito das provas, apenas na legislação da Suíça.